# Eublemma chamila
Eublemma chamila är en fjärilsart som beskrevs av Max Wilhelm Karl Draudt 1936. Eublemma chamila ingår i släktet Eublemma och familjen nattflyn. Inga underarter finns listade i Catalogue of Life.